# 佐藤亜紀 (フリーアナウンサー)
佐藤 亜紀（さとう あき、2月25日 -）は、フリーアナウンサー、レポーター、MC、ナレーター。元新潟県民エフエム放送（FM PORT）のラジオパーソナリティ。血液型はB型。

## 概要
新潟県村上市出身。
小学校5～6年生くらいの時にポンキッキーズの地方ロケに出演し、メディアとの接点を持つ。18歳でテレビ業界に入り、新潟の情報番組にレギュラーで出演したこともある。その後、FM PORTにレポーターとして参加。
村上市の祭りで新潟三大高市の一つとされている村上大祭では、2014年からインターネット生中継の司会を務めている。

## 出演
- 『Love Snow Paradise』（FM PORT）ナビゲーター[1][2][7]
- 『four seasons』（FM PORT）リポーター[8]
- 『RIDE ON WINTER 2020』（BSNラジオ）[2][9]